# 徐咸清
徐咸清（？—约1689年），字仲山，浙江上虞人。绍兴蓬莱诗社创始人之一。
少奇慧，一岁能识字，五岁通一经。方束发，已有文名于时。康熙十八年（公元1679年）举博学鸿儒，罢归。在都时，大学士李爵工小学，与论字，辨诘是非，深为折服。妻商景徽，为明吏部尚书商周祚次女，嗜学能诗。因就稽山辟广庭，构药栏，设长筵，发所藏书，暇辄与之博考群籍，抽牍赋诗。女昭华，尝执经于毛奇龄，亦有诗才。咸清洞精字学，又博极坟典。著有资治文字一百卷，《清史列传》毛奇龄称其“订证之确，引据之博，为古今巨观”。

## 主要著作
- 《南陵先生无双谱序》
- 《资治文字》